# Населення Вінниці
Населення Вінниці станом на 1 листопада 2020 року становило 370 026 . У 2014 р. 
за чисельністю населення серед міст України Вінниця посідала 12-е місце (з врахуванням населених пунктів підпорядкованих міськрадам 14 місце).

## Історична динаміка
На кін. 1850-х років населення Вінниці перевищило 10 тис., наприкінці 1890-х — 30 тис., а у 1930-х — 90 тис. Найшвидші темпи збільшення чисельності населення міста були зафіксовані у 1950-1970-х роках. У 1950-х роках населення Вінниці перевищило 100 тис., наприкінці 1960-х — 200 тис., наприкінці 1970-х — 300 тис. Середньорічний приріст населення між переписами 1959 і 1970 рр. становив 5,1%; між переписами 1970 і 1979 рр. — 4,5%; між переписами 1979 і 1989 рр. — 1,75%. У 1959 р. Вінниця посідала 22 місце за чисельністю населення серед міст України, у 1970 р. — 19 місце, у 1979 р. — 15 місце, у 1989, 2001 — 13 місце, у 2014 рр. — 12 місце.
Історична динаміка чисельності населення Вінниці:

## Статево-вікова структура

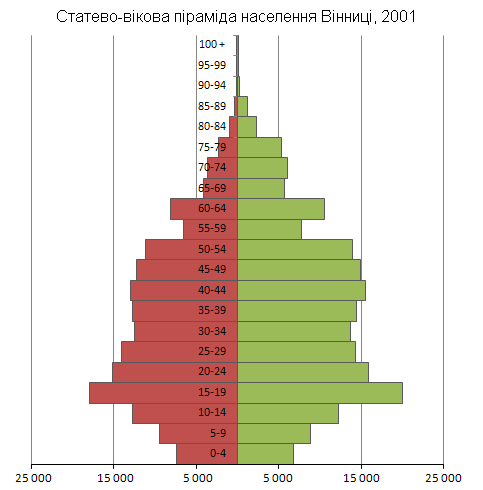
Статево-вікова піраміда населення Вінниці

За статтю у місті переважали жінки, яких за переписом 2001 року налічувалося 190 334 осіб (53,4%), тоді як чоловіків 166 331 (46,6%). Середній вік населення Вінниці становив 35,9 років (середнє по області — 38,8 років). Середній вік чоловіків на 3,2 роки менше ніж у жінок (34,2 і 37,4 відповідно). У віці молодшому за працездатний знаходилося 64 012 осіб (17,9%), у працездатному віці — 233 090 осіб (65,4%), у віці старшому за працездатний — 59 562 осіб (16,7%).
Станом на 1 січня 2014 року статево-віковий розподіл населення Вінниці був наступним:
|             | чоловіки | жінки   | обидві статі |
| ----------- | -------- | ------- | ------------ |
| 0—14        | 27 967   | 26 066  | 54 033       |
| 15—64       | 125 828  | 146 980 | 272 808      |
| 65 і старше | 15 658   | 27 779  | 43 437       |

## Природний рух
Абсолютні та відносні (на 1000 осіб) показники природного руху населення Вінниці у 2008–2014 рр.
|      | народжуваність | народжуваність | смертність | смертність | природний приріст | природний приріст |
|      | кільк.         | коеф.          | кільк.     | коеф.      | кільк.            | коеф.             |
| ---- | -------------- | -------------- | ---------- | ---------- | ----------------- | ----------------- |
| 2008 | 4068           | 11,1           | 3596       | 9,8        | 472               | 1,3               |
| 2009 | 4100           | 11,1           | 3404       | 9,2        | 696               | 1,9               |
| 2010 | 4010           | 10,9           | 3407       | 9,2        | 603               | 1,6               |
| 2011 | 4129           | 11,2           | 3325       | 9,0        | 804               | 2,2               |
| 2012 | 4231           | 11,4           | 3356       | 9,0        | 875               | 2,4               |
| 2013 | 4082           | 11,0           | 3492       | 9,4        | 590               | 1,6               |
| 2014 | 4122           | 11,1           | 3641       | 9,8        | 481               | 1,3               |

## Міграція
Міграційний приріст був основним джерелом зростання чисельності населення міста протягом більшості періодів. Особливо інтенсивною міграція до міста була у повоєнні десятиліття XX/ ст., у 1950–1970 роки населення міста збільшувалося в середньому на 5% щорічно; більше 2/3 цього приросту припадало на міграцію. Значне скорочення міграційного приросту було зафіксоване у 1980-х роки. У 1990-х роках внаслідок погіршення економічних умов, вперше за багато десятиліть у Вінниці фіксувався міграційний відтік, передусім за рахунок еміграції єврейського та меншою мірою російського населення. З кінця 2000-х років основною особливістю міграційних процесів у Вінниці є процеси субурбанізації, тобто відтоку міського населення у приміську зону. За 5 років, 2010–2014 внаслідок міграційних процесів, населення Вінниця скоротилося на 83 особи, тоді як населення Вінницького району збільшилося на 4610 осіб.
Абсолютні показники міграційного руху населення Вінниці у 2008–2014 рр.
|      | прибулих | вибулих | сальдо міграції |
| ---- | -------- | ------- | --------------- |
| 2008 | 8418     | 7903    | 515             |
| 2009 | 8292     | 7530    | 762             |
| 2010 | 7864     | 8191    | -327            |
| 2011 | 8738     | 8218    | 520             |
| 2012 | 8696     | 8687    | 9               |
| 2013 | 8102     | 8274    | -172            |
| 2014 | 7202     | 7315    | -113            |

## Національний склад
|          | 1926 | 1939 | 1959 | 1989 | 2001 |
| -------- | ---- | ---- | ---- | ---- | ---- |
| українці | 41,5 | 49,2 | 60,2 | 77,4 | 87,2 |
| росіяни  | 13,8 | 10,6 | 22,1 | 16,4 | 10,2 |
| євреї    | 37,8 | 35,6 | 13,6 | 4,1  | 0,5  |
| поляки   | 4.3  | 3,0  | 2,0  | 0,7  | 0,5  |

Згідно з опитуваннями, проведеними Соціологічною групою «Рейтинг» у 2017 році, українці становили 94% населення міста, росіяни — 4%, інші народності — 1%.

## Мовний склад
| мова       | 1897 | 1926 | 1989 | 2001 |
| ---------- | ---- | ---- | ---- | ---- |
| українська | 35,5 | 38,1 | 71,5 | 84,7 |
| російська  | 17,0 | 23,0 | 27,0 | 14,4 |
| єврейська  | 37,5 | 32,2 | 0,4  | 0,02 |
| польська   | 7,0  | 2,9  | 0,1  | 0,03 |

Українська мова є основною та єдиною офіційною мовою міста.
Згідно з опитуваннями, проведеними Соціологічною групою «Рейтинг» у 2017 році, українською вдома розмовляли 67 % населення міста, російською — 13 %, українською та російською в рівній мірі — 20 %.
Згідно з опитуванням, проведеним Міжнародним республіканським інститутом у квітні-травні 2023 року, українською вдома розмовляли 85 % населення міста, російською — 15 %.
Згідно з опитуванням, проведеним Міжнародним республіканським інститутом у квітні-травні 2024 року, українською вдома розмовляли 89 % населення міста, російською — 29 % (на відміну від опитування 2023 року було дозволено вибір кількох варіантів).